# Tilemann Elhen von Wolfhagen

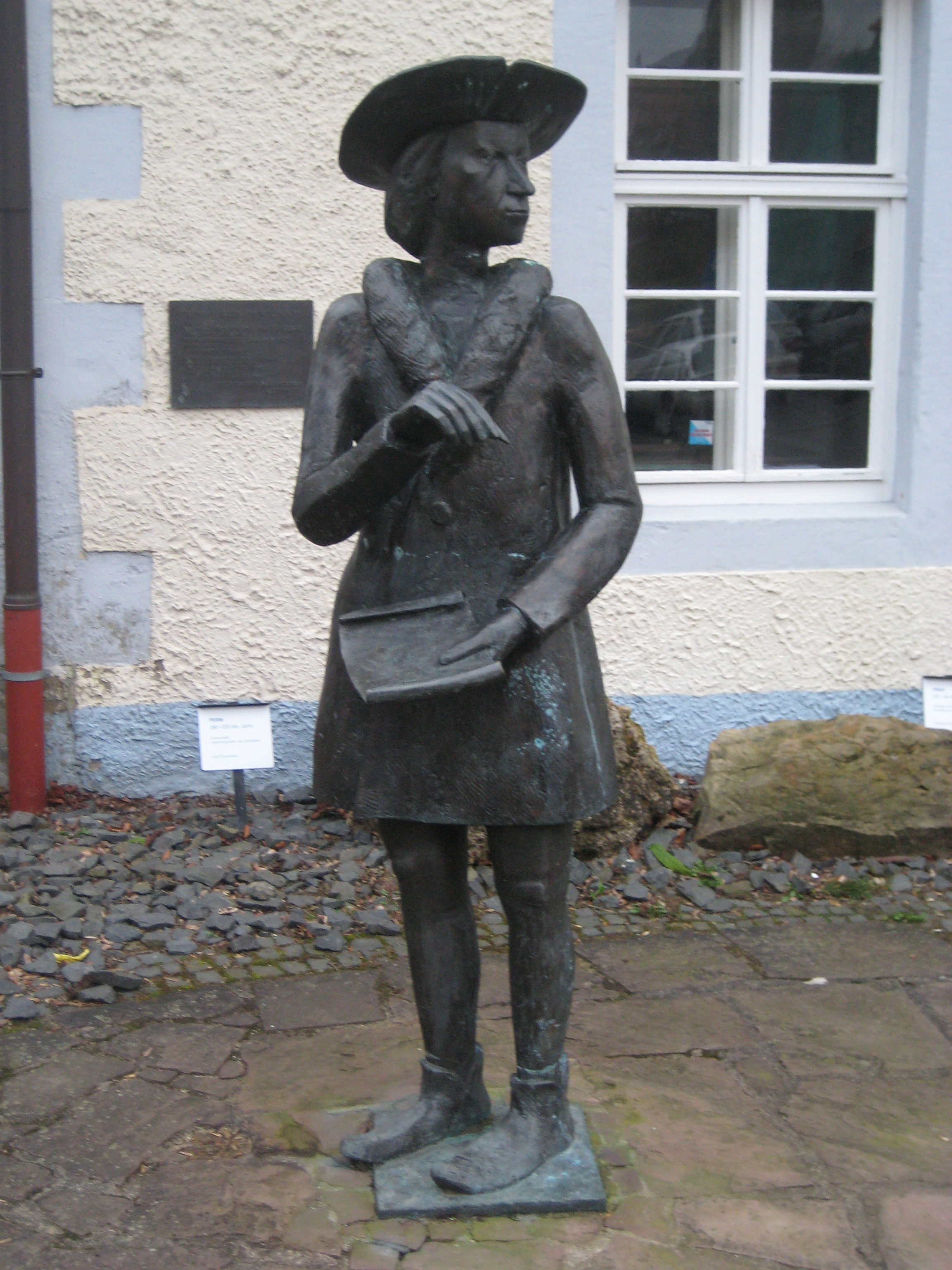
Tilemann Elhen von Wolfhagen – Denkmal in Wolfhagen

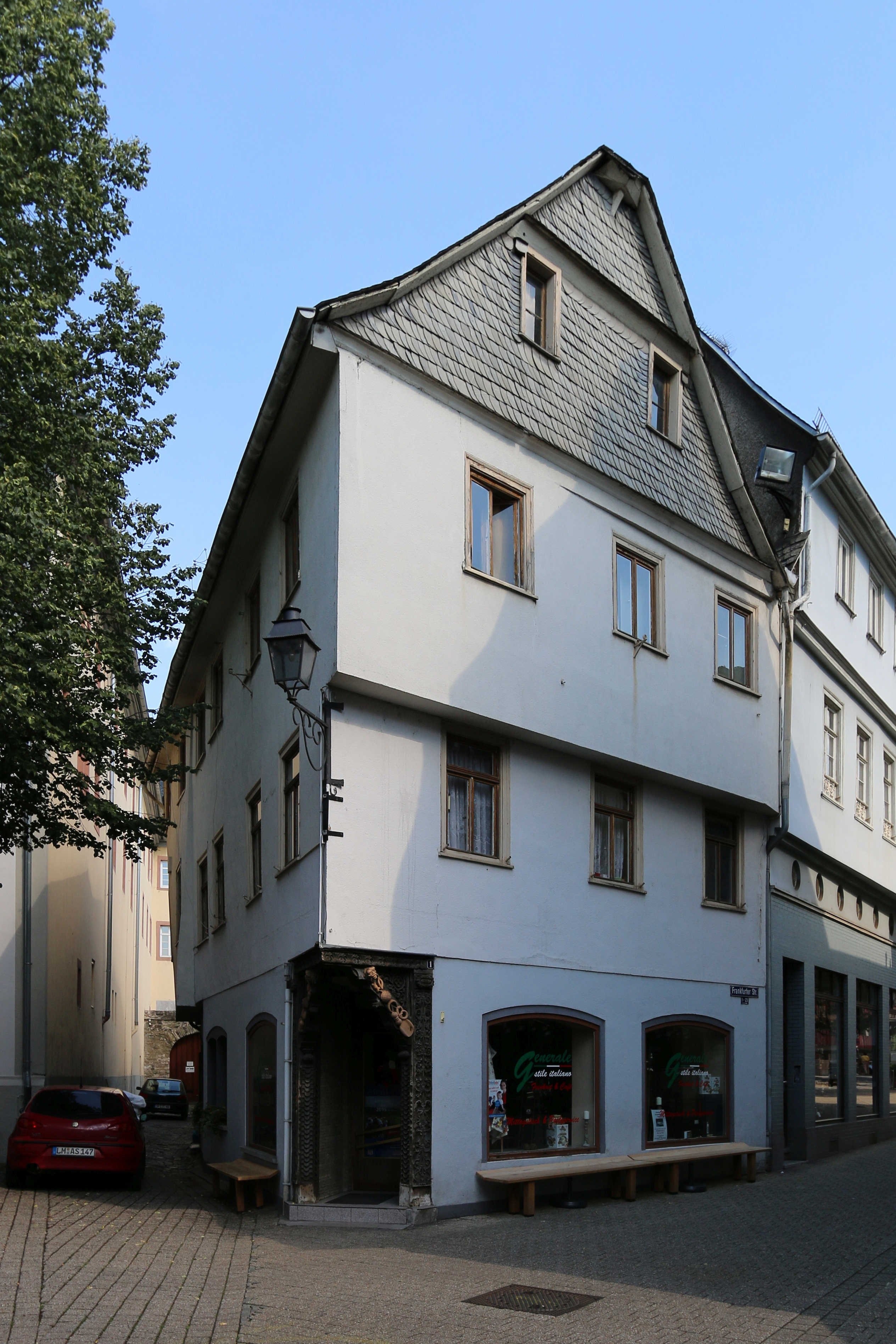
Tilemanns Wohnhaus Frankfurter Straße 1 (2015)

Tilemann Elhen von Wolfhagen, auch Elhem von Wolfhagen, Tilemann Elhen bei Wolfhagen, Schrider Dilemann (* 1347? in Ehlen bei Wolfhagen (?); † nach 1402 spätestens 1406 in Limburg an der Lahn) war Notar, Kleriker und Chronist. Als Schreiber und Verfasser der handschriftlich niedergeschriebenen Limburger Chronik ging er in die Limburger Stadtgeschichte ein.

## Lebensdaten
Tilemanns Lebensdaten können ausschließlich aus den Erwähnungen und Aussagen, die der Verfasser und Chronist der Limburger Chronik über sich selbst macht, abgeleitet werden. 1347 könnte sein Geburtsjahr gewesen sein, aber es ist auch möglich, dass mit diesem Jahr seine Erinnerungen und späteren Aufzeichnungen beginnen. In der Limburger Chronik heißt es:
Item nu saltu wissen, allez daz hernach nach datum unsers herren Jhesu Cristi mit namen dusent druhundert unde siben unde virzig jar bit daz man schreiben wirt virzen hundert ja runde zwei jar. 
Worauf die Angaben zu seinem Todesjahr beruhen, ist nicht nachgewiesen. Tilemann stammte, wie man auf Grund seines Nachnamens annimmt, vermutlich aus Ehlen bei Wolfhagen und wurde dort wohl auch geboren. Er hatte Verwandte in Limburg, die ihn vermutlich dazu bewogen, nach Limburg zu ziehen. Der Name von Wolfhagen ist in Limburg in dieser Zeit mehrfach nachweisbar.
Tilemann war vermutlich Kleriker. Dies ist daraus zu schließen, dass der Autor der Chronik den Schultheißen Hartung, der 1358 bei Merenberg fiel, als der weisseste laie in allen diesen landen bezeichnet. Diese Hervorhebung und Betonung deutet darauf hin, dass der Verfasser selbst nicht Laie, sondern Kleriker war.
Verheiratet war er mit Grete, der Tochter des Limburger Schöffen Hermann Boppe. Gemeinsam bewohnten sie ab 1392 das Haus Frankfurter Straße 1 am Bischofsplatz.

## Die Limburger Chronik
Tilemann begann ab 1377, historische Aufzeichnungen zu machen und tägliche Begebenheiten festzuhalten. Die Chronik beginnt mit der Aufzeichnung von Ereignissen ab 1336, die Tilemann auf Grund mündlicher Überlieferungen und Erzählungen formulierte. Er schrieb diese Begebenheiten nicht etwa täglich und tagebuchartig nieder, sondern zumindest bis 1398 meist mit zeitlichem Versatz und aus der Erinnerung. Dies ist durch zahlreiche Widersprüche, chronologische Zeitsprünge und Fehler belegt, die er hierbei machte. So erwähnt er z. B. den Grafen Johann von Nassau-Merenberg, der 1356 an der Schlacht bei Maupertuis teilgenommen hat, diese um 20 Jahre überlebt haben soll, und dessen Sohn zwanzig Jahre nach seinem eigenen Tod geheiratet haben soll.
Von 1370 an arbeitete Tilemann als kaiserlicher Notar in Limburg. Aufmerksamkeit erregte er durch seine fromme Glaubenshaltung. Er kritisierte und beklagte oftmals christliches Fehlverhalten bei seinen Zeitgenossen. Ausdrücklich erwähnt wird er 1379, als er einen Ablass für die Besucher des heiligen Kreuzaltars in der Limburger Stiftskirche erwirkte. Im Testament des Limburger Bürgers Marquard Borge wird Tilemann 1382 mit 3 Gulden bedacht. 1394 wird seine Heirat mit Guda urkundlich als zweite Ehe erwähnt, womit er in dieser Zeit nachweisbar in Limburg ansässig war.
Zwar reicht die Limburger Chronik nur bis 1398, doch wird noch die Absetzung König Wenzels am 20. August 1400 erwähnt, so dass Tilemann die Chronik zumindest bis nach 1400 fortgeführt haben muss. Danach gibt es eine Lücke in der Limburger Chronik, und so wird 1402 als Sterbejahr des Verfassers angenommen.
Die Limburger Chronik wurde teilweise mündlich überliefert, ehe Tilemann sie schriftlich niederlegte. An einigen Stellen werden auch sinngemäße Zitate verwendet. In den handschriftlichen Aufzeichnungen sind keine Quellen genannt, die der Verfasser verwendete. Stilistisch und inhaltlich kannte er die Vita Baldewini der Gesta Treverorum, und vielleicht auch die der Gesta Cunonis de Falkenstein. Einige Stellen weisen Ähnlichkeit zum Cölner Weveraufstand und der Geiselfahrt nach Heinrich von Herford auf. Eng ist auch die Verwandtschaft der lateinischen Limburger Annalen von 1335 (?), (1289) bis 1397. Ihre Benutzung als Quelle ist fraglich; es könnte sich auch um kurze Notizen handeln, die Tilemann selbst oder einer seiner Gehilfen verfasste, um sie später in Form einer Chronik aufzuarbeiten. Tilemann zitiert Aristoteles, Cato und Bernhard von Clairvaux. Darüber hinaus arbeitete er biblische Stellen ein und zitierte zum Beispiel die Psalmen, die Sprüche Salomos, das Buch der Makkabäer, und die Evangelien des Johannes und des Matthäus.

## Nachfolger
Ab 1406 wurde die Limburger Chronik von Nachfolgern fortgeführt. Einer von ihnen war der Notar Johann Fegebudel von Gudensberg, nachweisbar in der Zeit von 1429 bis 1454.

## Druck der Limburger Chronik
Das Erscheinungsjahr der Limburger Chronik und die handschriftlichen Aufzeichnungen Tilemanns sind chronologisch nicht kongruent. Die Chronik wurde erst 1617 von dem Frankfurter Patrizier Johann Friedrich Faust von Aschaffenburg erstmals herausgegeben. Das Vorwort vom 1. August 1617 ist dem hessischen Landgrafen Moritz dem Gelehrten gewidmet. Zwei Jahre später erschien eine weitere Auflage. Die geringe Auflage veranlasste den Wetzlarer Buchhändler Georg Ernst Winkler eine in seinem Sinn geänderte Ausgabe zu veröffentlichen. Einem handschriftlichen Auszug wohl von 1577 folgend, wurde die Limburger Chronik von Georg Christoph Neller 1747 erneut herausgegeben. Diese Ausgabe hat einen selbständigen Charakter. Es gab weitere Auflagen von Christian Daniel Vogel (1828), die sich stark an die Ausgabe von Winckler hält, und von Karl Rossel, die sich an die Faustsche Ausgabe anlehnt.

## Ausgaben (19./20. Jahrhundert)
- Die Limburger Chronik. Hrsg. von Christian D. Vogel. Marburg 1826; 2. unveränderte Auflage Krieger, Marburg 1828 (Digitalisat).
- Deutsche Chroniken und andere Geschichtsbücher des Mittelalters 4,1: Die Limburger Chronik des Tilemann Elhen von Wolfhagen. Herausgegeben von Arthur Wyss. Hannover 1883 (Monumenta Germaniae Historica, Digitalisat)
- Friedrich Zurbonsen: Die Limburger Chronik nach dem ältesten Drucke von 1617. Mit Wort- und Sacherklärungen. Düsseldorf 1910 (UB Regensburg).
- Otto Hermann Brandt: Die Limburger Chronik. Jena 1922 (Das alte Reich) (Internet Archive).
- Die Limburger Chronik des Tileman Elhen von Wolfhagen. Mit einer Einleitung, einer Übertragung ins Neuhochdeutsche nebst sachlichen Erläuterungen und mit einem Sachregister. Hrsg. von Gottfried Zedler. Limburg an der Lahn 1930 Internet Archive.
- Die Limburger Chronik des Tilemann Elhen von Wolfhagen. Übertragen ins Neuhochdeutsche mit einer Einführung samt sachlichen Erläuterungen und einem Anhang über das Leben und die Werke weiterer Limburger Chronisten hrsg. von Karl Reuss. Limburg an der Lahn 1961. Neuauflage Limburg an der Lahn 1995 ISBN 3-928906-91-7.

## Ehrungen
Das Gymnasium Tilemannschule in Limburg ist nach Tilemann Elhen von Wolfhagen benannt. In Wolfhagen ist ihm ein Denkmal gewidmet.
2018 widmet sich eine Ausstellung des Diözesanmuseum Limburg unter dem Titel "...daß GOTT das große Sterben wende" – Pest, Mode und andere Katastrophen in der Limburger Chronik seinem Geschichtswerk und dem 14. Jahrhundert.